# ستيفانو جنتيلي
ستيفانو جنتيلي (بالإيطالية: Stefano Gentile)‏ مواليد 20 سبتمبر 1989، هو لاعب كرة سلة إيطالي يلعب مع فريق بالاكانسترو كانتو في ليغا باسكيت الدرجة الأولى ويحمل الرقم 6.

## فرق لعب لها
- يوفي كازيرتا باسكت
- أولمبيا ميلانو
- يوفي كازيرتا باسكت
- بالاكانسترو كانتو

## روابط خارجية
- ستيفانو جنتيلي على موقع الاتحاد الدولي لكرة السلة (الإنجليزية)
- ستيفانو جنتيلي على موقع الدوري الأوروبي لكرة السلة (الإنجليزية)
- ستيفانو جنتيلي على موقع كرة السلة الأوروبية.كوم (الإنجليزية)
- ستيفانو جنتيلي على موقع ريلجم (الإنجليزية)
- ستيفانو جنتيلي على موقع بروبوليرز (الإنجليزية)
- ستيفانو جنتيلي على موقع سبورتس رفرنس (الإنجليزية)